# Armata Sârbă

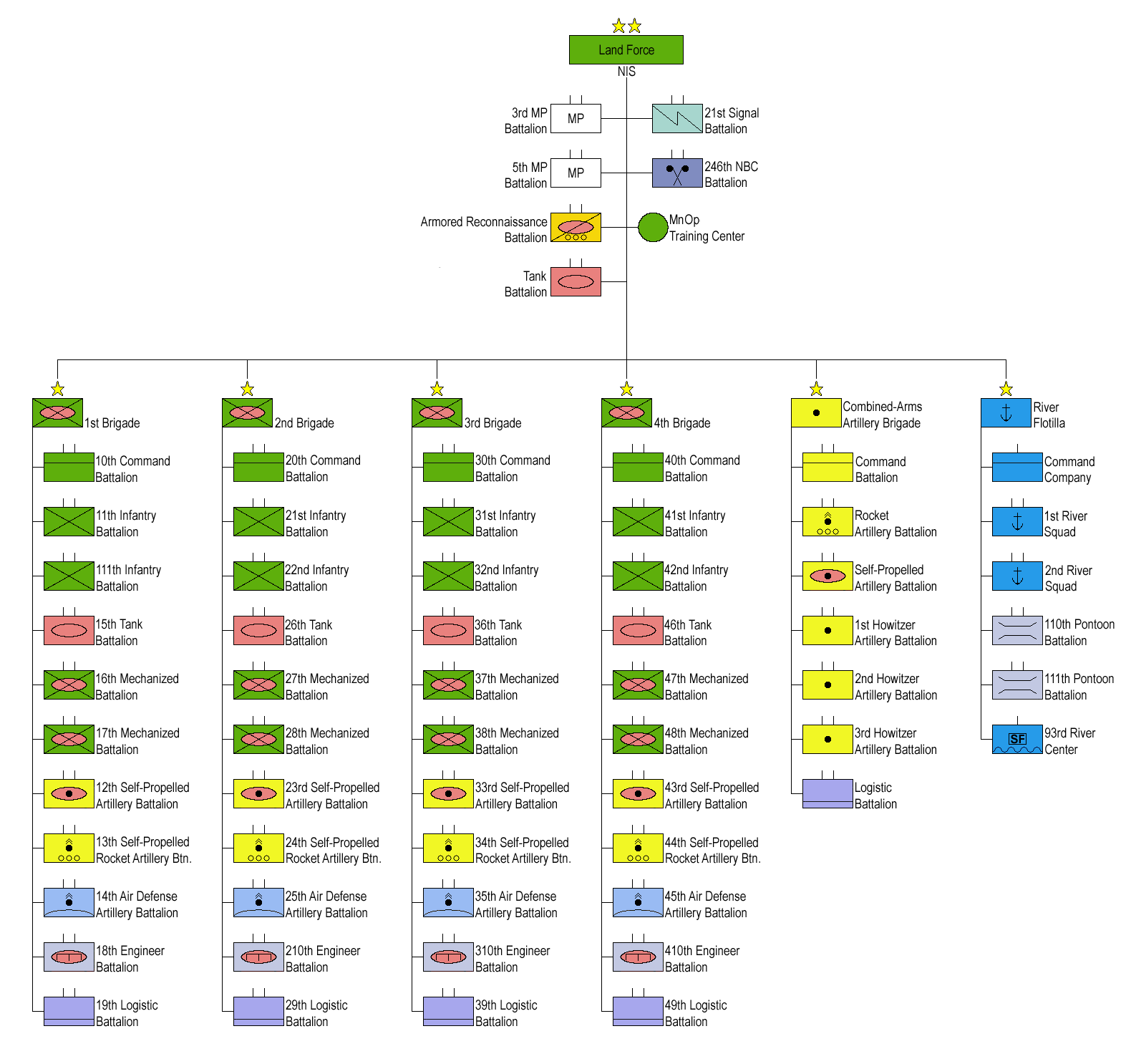
Structura forței terestre sârbe

Armata Sârbă (în sârbă Копнена војска Србије, cu alfabetul latin: Kopnena vojska Srbije, cu sensul de „Armata terestră sârbă”) este componenta terestră a Forțelor Armate Sârbe, responsabilă de apărarea suveranității și integrității teritoriale a Serbiei de ostilii străini; participarea la operațiuni de menținere a păcii și furnizarea de ajutor umanitar și de salvare în fața dezastrelor. Înființată inițial în 1830, armata sârbă a fost încorporată în statul nou instituit Iugoslavia în 1918. Actuala armată sârbă activează din 2006, când Serbia și-a restabilit independența. 

## Istorie

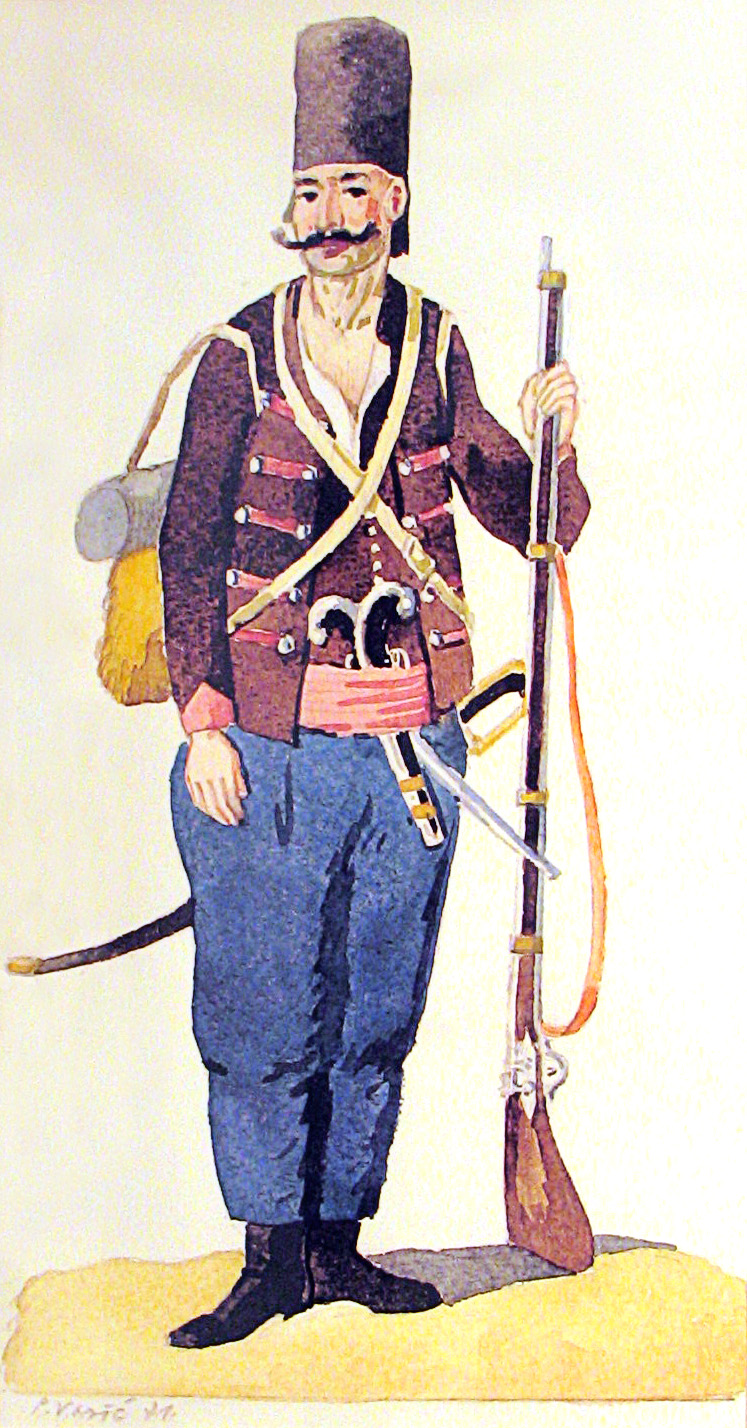
Militar din Corpul Liber Sârb

Istoria armatei sârbe datează de la începutul secolului al XIX-lea și include următoarele perioade: Armata Sârbă Revoluționară (1804–17); Forțele Armate ale Principatului Serbiei (1830–82); Armata Regală Sârbă (1882–1918); Armata Regală Iugoslavă (1918–41); Armata Populară Iugoslavă (1945–91); Forțele Armate ale Serbiei și Muntenegrului (1992-2006) și Forțele Armate ale Serbiei (2006–prezent).
Haiducii sârbi (sau hajduci) au fost militari sârbi rebeli în Peninsula Balcani ocupată de otomani, haiducii erau organizați în formații conduse de un harambaša („lider de bandiți”), care coborau din munți și păduri și jefuiau și atacau otomanii. Au fost deseori ajutați de puteri străine, Republica Veneția și Monarhia Habsburgică, în timpul unor conflicte mai mari (cu otomanii).
O miliție sârbă a existat în cca. 1686-1704 ca o unitate militară a armatei habsburgice (austriece). De asemenea, o miliție sârbă a existat în Regatul Serbiei (1718–1739), atunci o provincie a habsburgilor. Apoi, Corpul Liber Sârb (germană: Serbische Freikorps), cunoscut pur și simplu ca frajkori (sârbă: фрајкори), a fost o miliție voluntară compusă din sârbi etnici, instituită de Monarhia Habsburgică, pentru a lupta împotriva Imperiului Otoman în timpul Războiului Austro-Turc (1787-1991).

## Situația curentă
Armata sârbă este cea mai mare componentă a Forțelor Armate Sârbe. Are aproximativ 17.850 de membri activi și 50.000 de rezerve suplimentare. Armata este compusă în întregime din profesioniști și voluntari în urma suspendării serviciului militar obligatoriu la 1 ianuarie 2011. 
Brigăzile a 2-a, a 3-a și a 4-a sunt însărcinate cu supravegherea și securizarea zonei de siguranță la sol de-a lungul liniei administrative dintre Serbia Centrală și teritoriul disputat al Kosovo.[a]  Zona de siguranță la sol se întinde pe o lungime de 384 de kilometri și acoperă o suprafață totală de aproximativ 1.920 de kilometri pătrați. Există peste 20 de tabere și puncte de control de securitate în zonă.
Există planuri de a spori implicarea armatei sârbe în operațiuni umanitare și de menținere a păcii în străinătate.

## Formații și structură

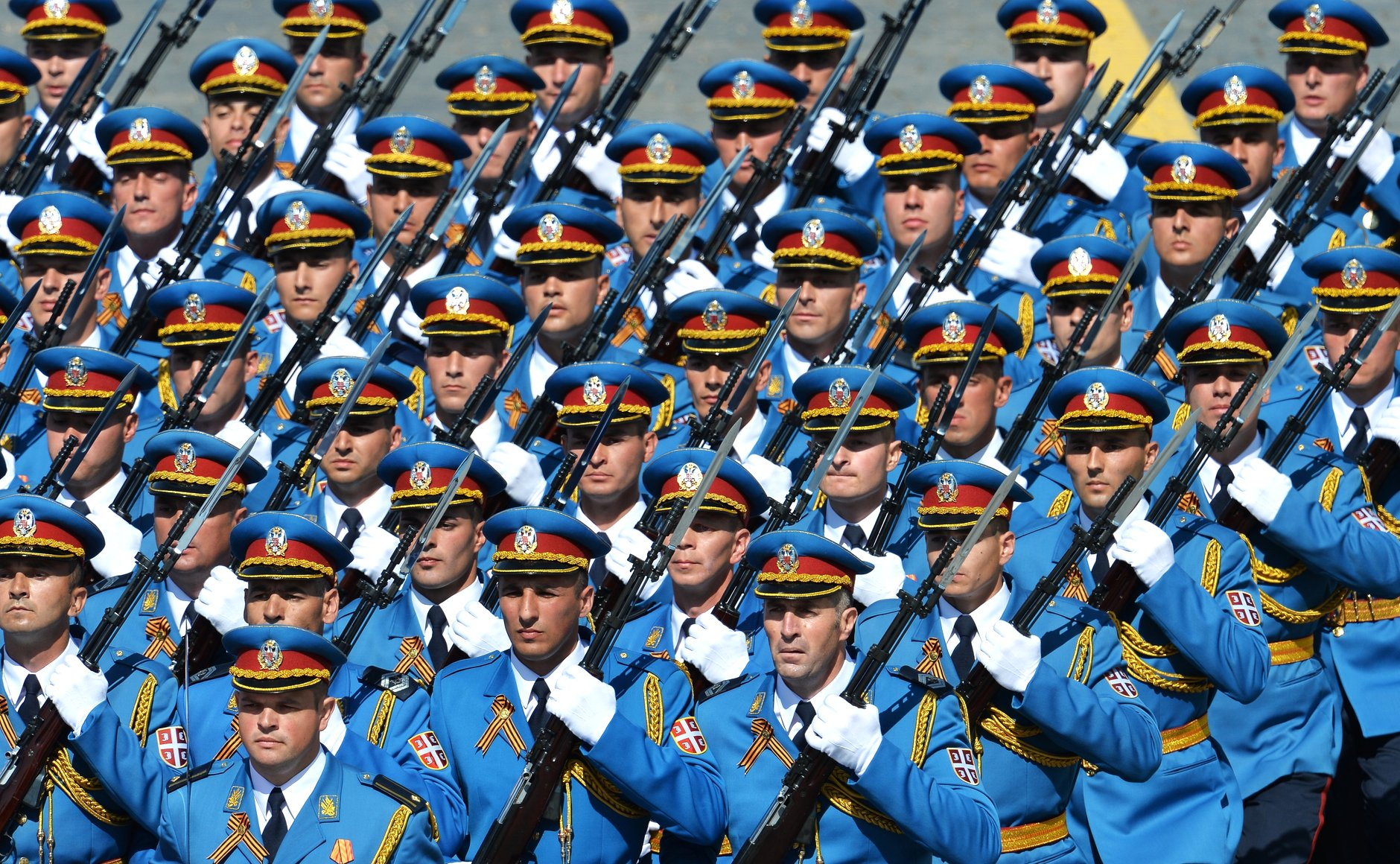
Unitate de gardă sârbă

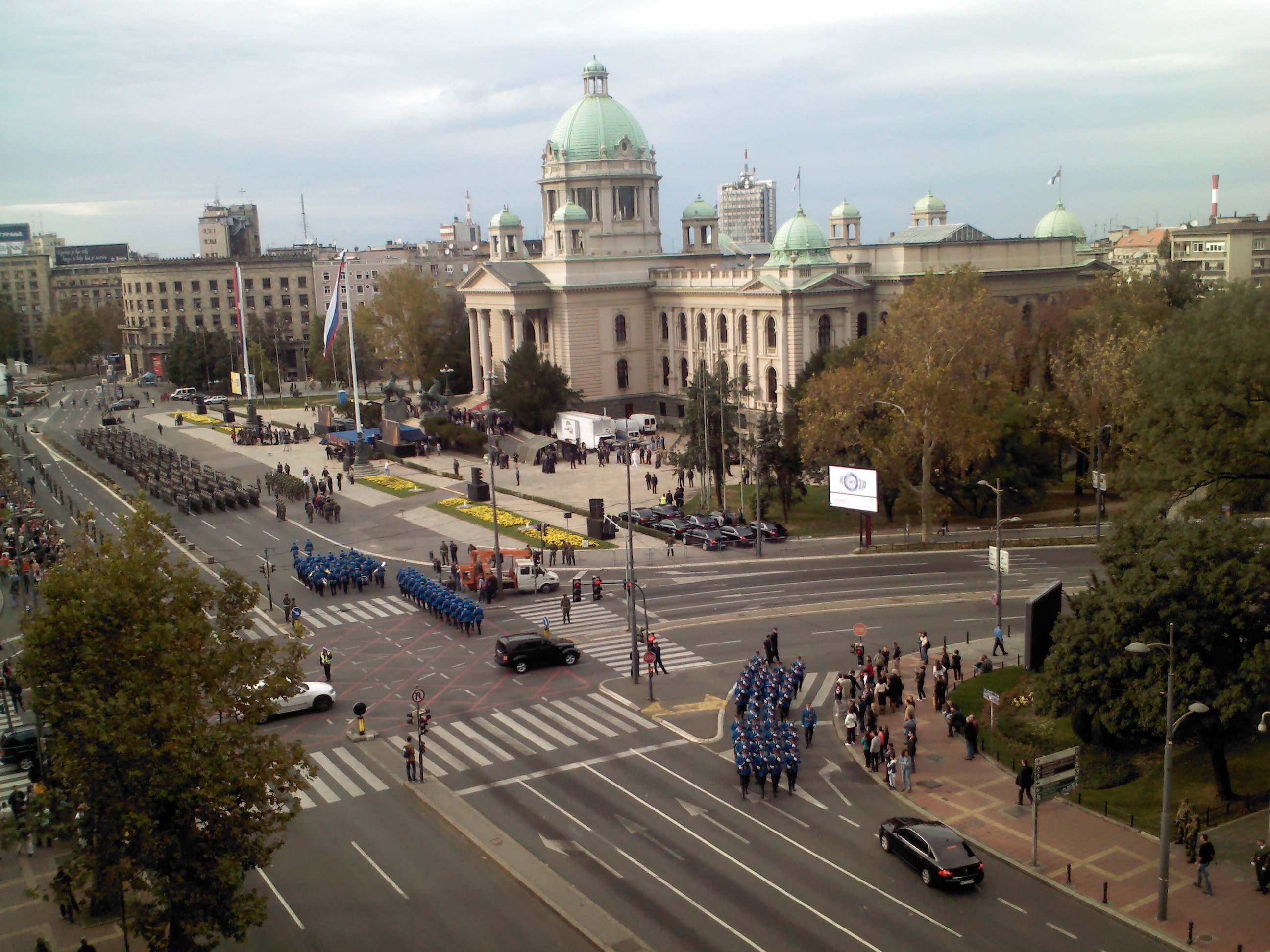
Ceremonia de absolvire a celei de-a 134 clase a Academiei Militare în fața Adunării Naționale de la Belgrad, 2013

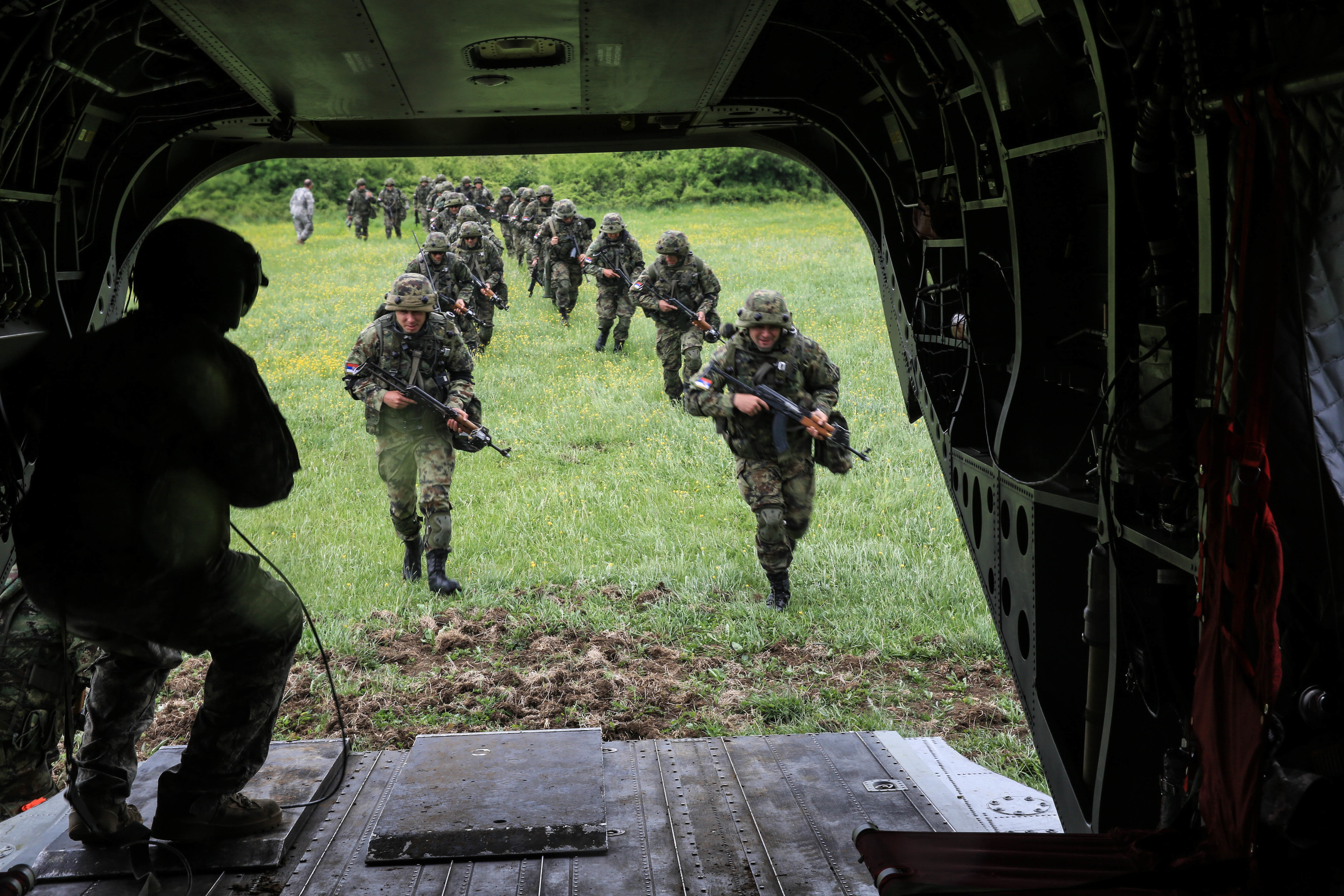
Militari sârbi împreună cu trupe NATO și ale națiunilor partenere Republica Moldova și Muntenegru în timpul exercițiului Combined Resolve IV la Centrul comun multinațional de pregătire al armatei americane din Hohenfels, (Germania), 21 mai 2015.

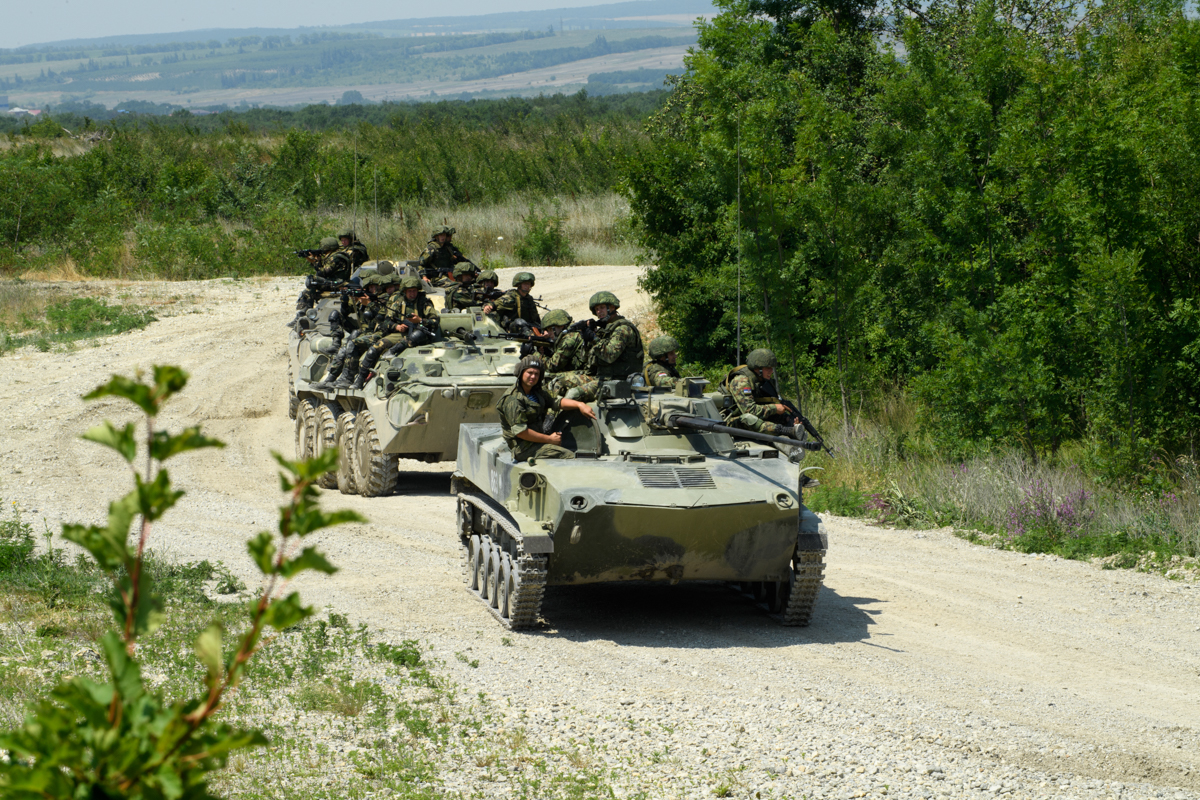
Unități sârbe, bieloruse și ruse pe terenul de antrenament de la Rayevsky în timpul exercițiului Frăției slave, Novorossiysk, Rusia, 2018

În urma reorganizării din 2006, Armata Sârbă este formată din șase brigăzi primare. Cele patru brigăzi ale armatei sunt mai mari decât o brigadă modernă convențională, dimensiunea lor este mai asemănătoare cu o divizie. Fiecare brigadă de armată este formată din zece batalioane: un batalion de comandă, un batalion blindat, două batalioane mecanizate, două batalioane de infanterie, un batalion de artilerie autopropulsată, un batalion de artilerie cu lansatoare de rachete multiple, un batalion de apărare aeriană, un batalion de ingineri și un batalion logistic. 
- Statul Major al Apărării (Niš) 
  - Al 3-lea batalion de poliție militară (Niš)
  - Al 5-lea batalion de poliție militară (Belgrad)
  - Batalionul 246 NBC (Kruševac)
  - Batalionul 21 de Semnalizare (Niš)
- Prima brigadă (Novi Sad) 
  - Batalionul 10 - de Comandă
  - Batalionul 11 Infanterie
  - Batalionul 111 Infanterie
  - Batalionul 12 Artilerie Autopropulsată
  - Batalionul 13 de artilerie cu lansatoare de rachete multiple autopropulsate
  - Batalionul 14 de artilerie de apărare aeriană
  - Batalionul 15 tancuri
  - Batalionul 16 mecanizat
  - Batalionul 17 mecanizat
  - Batalionul 18 de ingineri
  - Batalionul 19 Logistic
- A 2-a brigadă (Kraljevo) 
  - Batalionul 20 de Comandamente
  - Batalionul 21 Infanterie
  - Batalionul  22 de infanterie
  - Batalionul 23 Artilerie Autopropulsată
  - Batalionul  24 de artilerie cu lansare a rachetelor multiple autopropulsate
  - Batalionul 25  de artilerie de apărare aeriană
  - Batalionul 26 de tancuri
  - Batalionul  27 mecanizat
  - Batalionul 28 mecanizat
  - Batalionul 29 Logistic
  - Batalionul 210 ingineri
- Brigada a 3-a (Niš) 
  - Batalionul 30 de Comandă
  - Batalionul  31 de infanterie
  - Batalionul 32 Infanterie
  - Batalionul 33 artilerie obuziere autopropulsate
  - Batalionul 34 Artilerie cu lansatoare de rachete multiple
  - Batalionul 35 de artilerie de apărare aeriană
  - Batalionul 36 de tancuri
  - Batalionul 37 mecanizat
  - Batalionul 38 mecanizat
  - Batalionul 39  Logistic
  - Batalionul 310 Ingineri
- Brigada a 4-a (Vranje) 
  - Batalionul 40 de Comandă
  - Batalionul 41 infanterie
  - Batalionul 42 Infanterie
  - Batalionul 43 artilerie obuziere autopropulsate
  - Batalionul 44 artilerie cu lansare de rachete multiple autopropulsate
  - Batalionul 45 artilerie de apărare aeriană
  - Batalionul 46 de tancuri
  - Batalionul 47 mecanizat
  - Batalionul 48 mecanizat
  - Batalionul 49 logistic
  - Batalionul 410 de Ingineri
- Brigada mixtă de artilerie (Niš) 
  - Batalionul de comandă
  - Batalionul de artilerie mixt cu mai multe rachete mixte
  - Primul batalion de artilerie obuziere-tunuri
  - Al doilea batalion de artilerie obuziere-tunuri
  - Al treilea batalion de artilerie obuziere-tunuri
  - Batalionul 69 Logistică
- Flotila Navală (Novi Sad) 
  - Compania de comandă
  - Primul detașament naval
  - Al doilea detașament naval
  - Batalionul 1 Ponton
  - Batalionul 2 Ponton
  - Companie de logistica

## Echipament

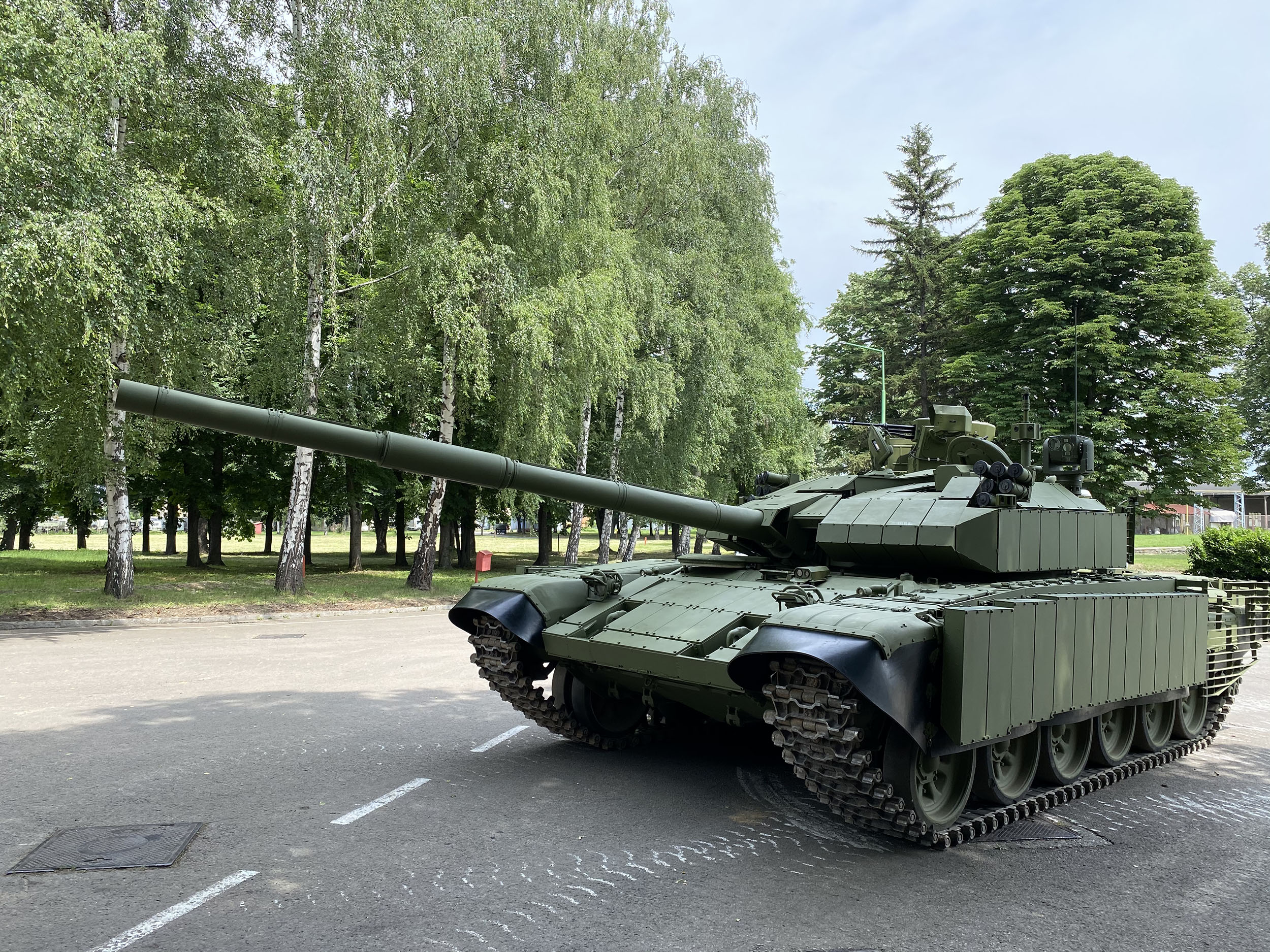
Tancul principal de luptă M-84AS1

### Vehicule de luptă blindate

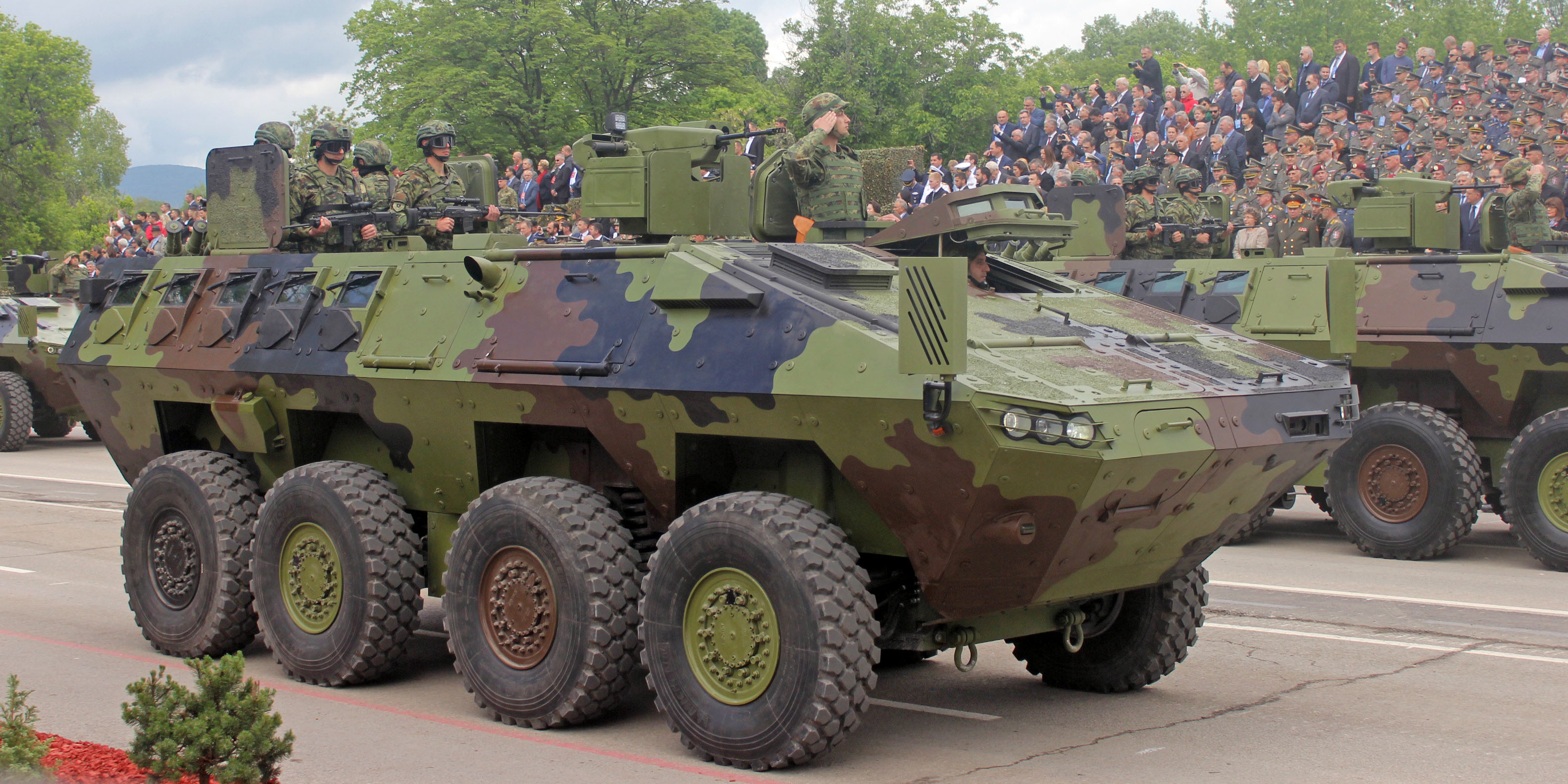
Lazar 3 - vehicul militar cu mai multe roluri

La sfârșitul anului 2018 armata sârbă avea 414 tancuri, acest număr va fi mărit cu 30 de tancuri T-72 care vor fi donate de Rusia. Tancurile principal de luptă sunt: M-84 (212 tancuri), T-72 (13 + 48 tancuri), T-54 / T-55 (141 în depozite).
- Tancul principal de luptă M-84 (212)[10]
- T-72 (13 + 48) tancul principal de luptă
- Tanc principal de luptă T-54 / T-55 (141) (în depozit), 60 au fost vândute în 2010 Cambodgiei,[11] 282 în 2015 (probabil Pakistanului) și 30 donate Irakului în 2017 [12] [13] [14] În 2018 Serbia a vândut 29 de tancuri unui exportator de arme. [15]
- Vehicul de luptă al infanteriei BVP M-80 (542) [16]
- Transportator de personal blindat BOV M-86 (52+) (folosit de poliția militară. )
- Transportor personal blindat BTR-50 (30)
- Vehicul blindat ușor BRDM-2 (36)
- Humvee (40) vehicul blindat ușor [17]
- Vehicul blindat ușor BOV M11 (12+)
- Vehicul blindat Lazăr (8+) vehicul militar cu mai multe roluri
- MT-LBu (32)

### Artilerie

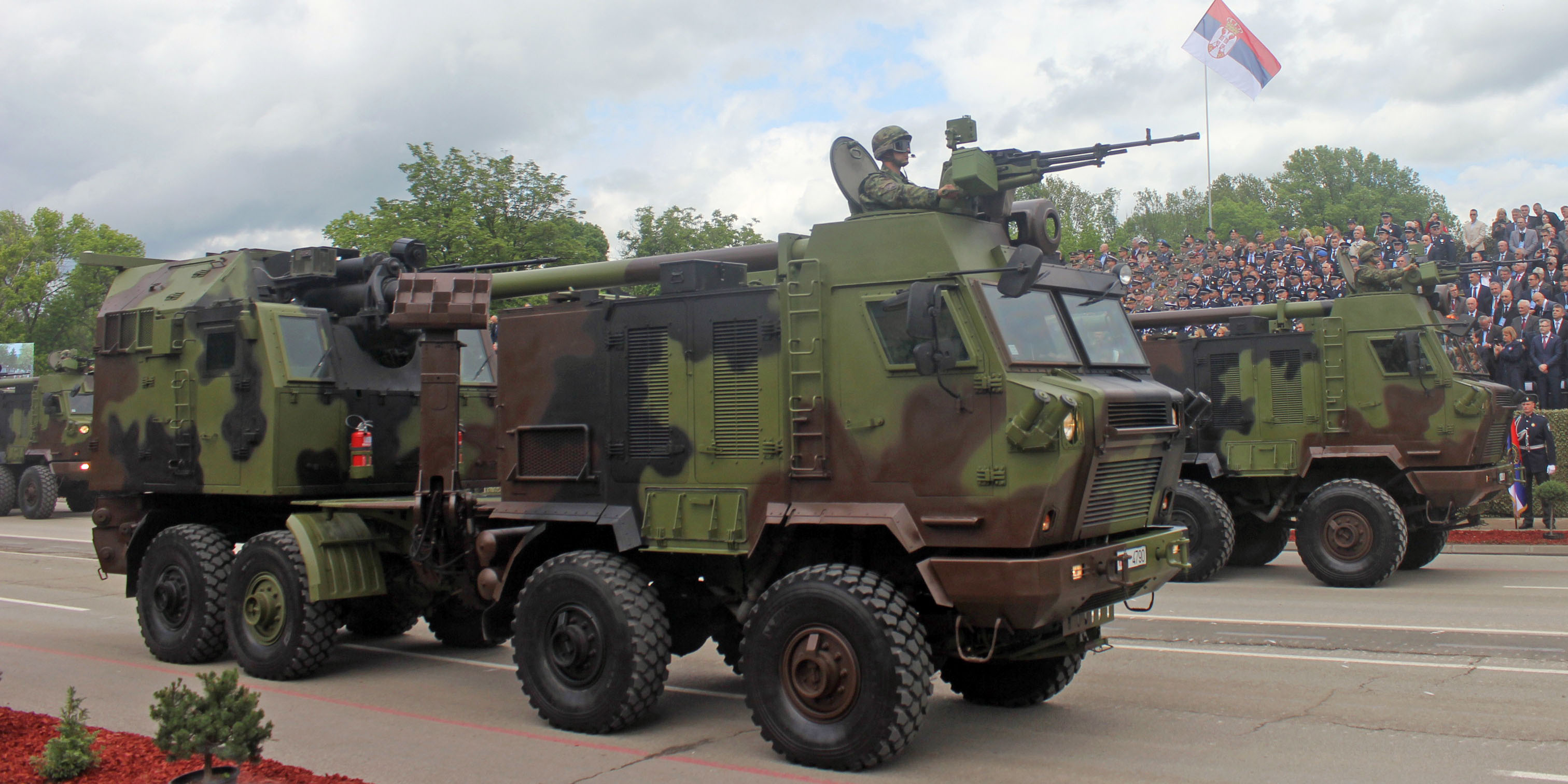
Nora B52 155mm - obuzier cu autopropulsie

- Obuzier D-30 (în stoc) [16]
- Tun de câmp M-46
- M84 NORA Obuzier
- 2S1 Gvozdika
- M-63 Plamen
- M-77 Oganj
- M-87 Orkan
- Nora B-52
- LRSVM Morava

### Antitanc
- Lansator de rachete anti-tanc M79 Osa [16]
- Lansator anti-tanc M80 Zolja
- Malyutka-2T cu lansator portabil (9P111) și sistem de rachete antitanc cu rachete 9M14-2T [18]
- Polo M-83 cu sistem de rachete anti-tanc 9M14-2T
- Sistem de rachete antitanc 9K111 Fagot

### Apărare antiaeriană

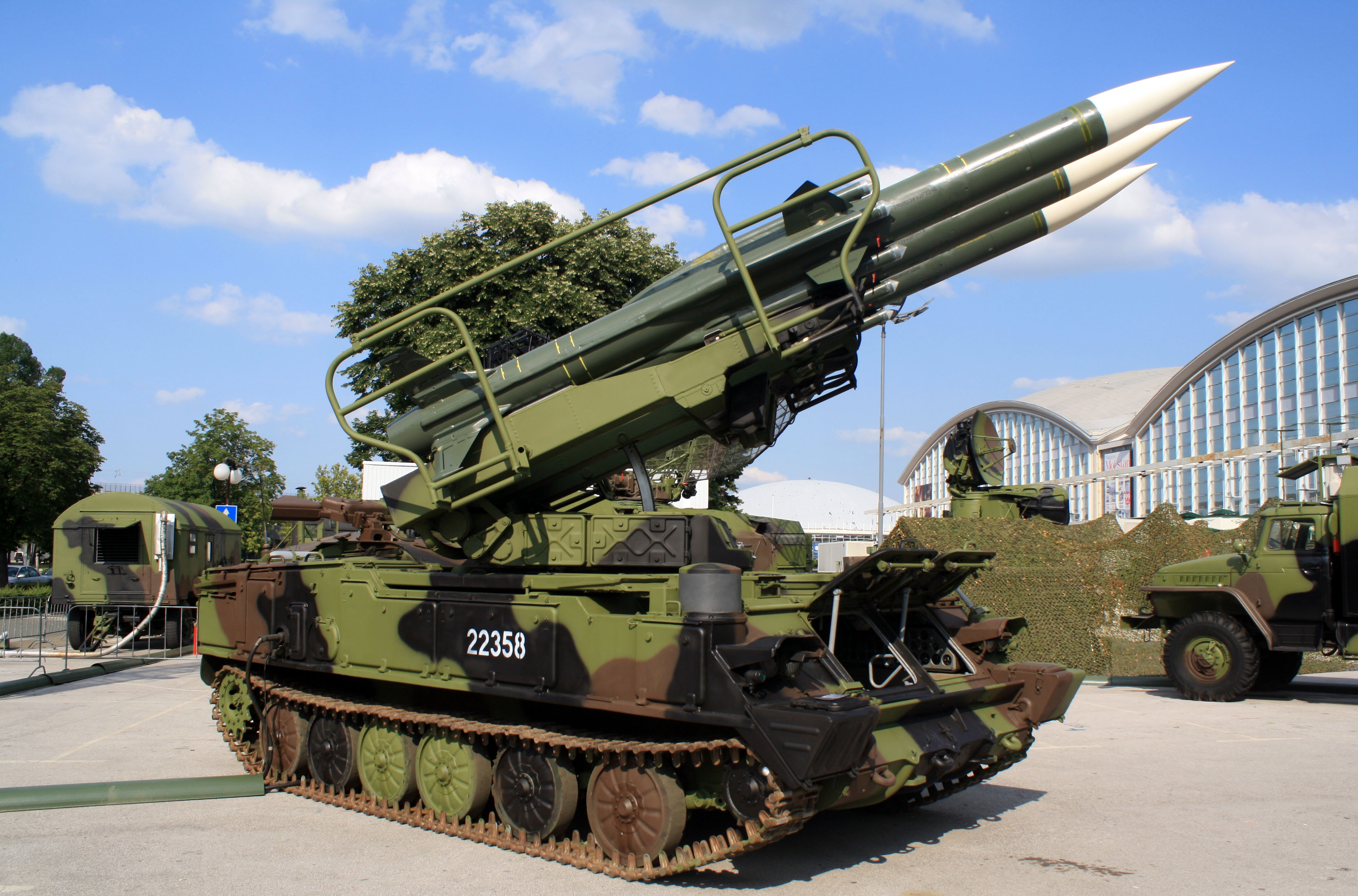
Sistem Kub M SAM

- Auto-tun Bofors L / 70, ghidat cu M85 "GIRAFFE" [16]
- M53 / 59 Praga
- 9K31 Strela-1
- 9K35 Strela-10
- 9K38 Igla
- Strela 2
- Pantsir
- Neva M
- Kub M

### Arme mici
- Pistolul CZ 99 [16]
- Pistolul CZ 999
- Pușcă de asalt Zastava M21
- Pușcă de asalt Zastava M70
- Zastava M72 mitralieră ușoară
- Pușcă cu lunetă Zastava M76

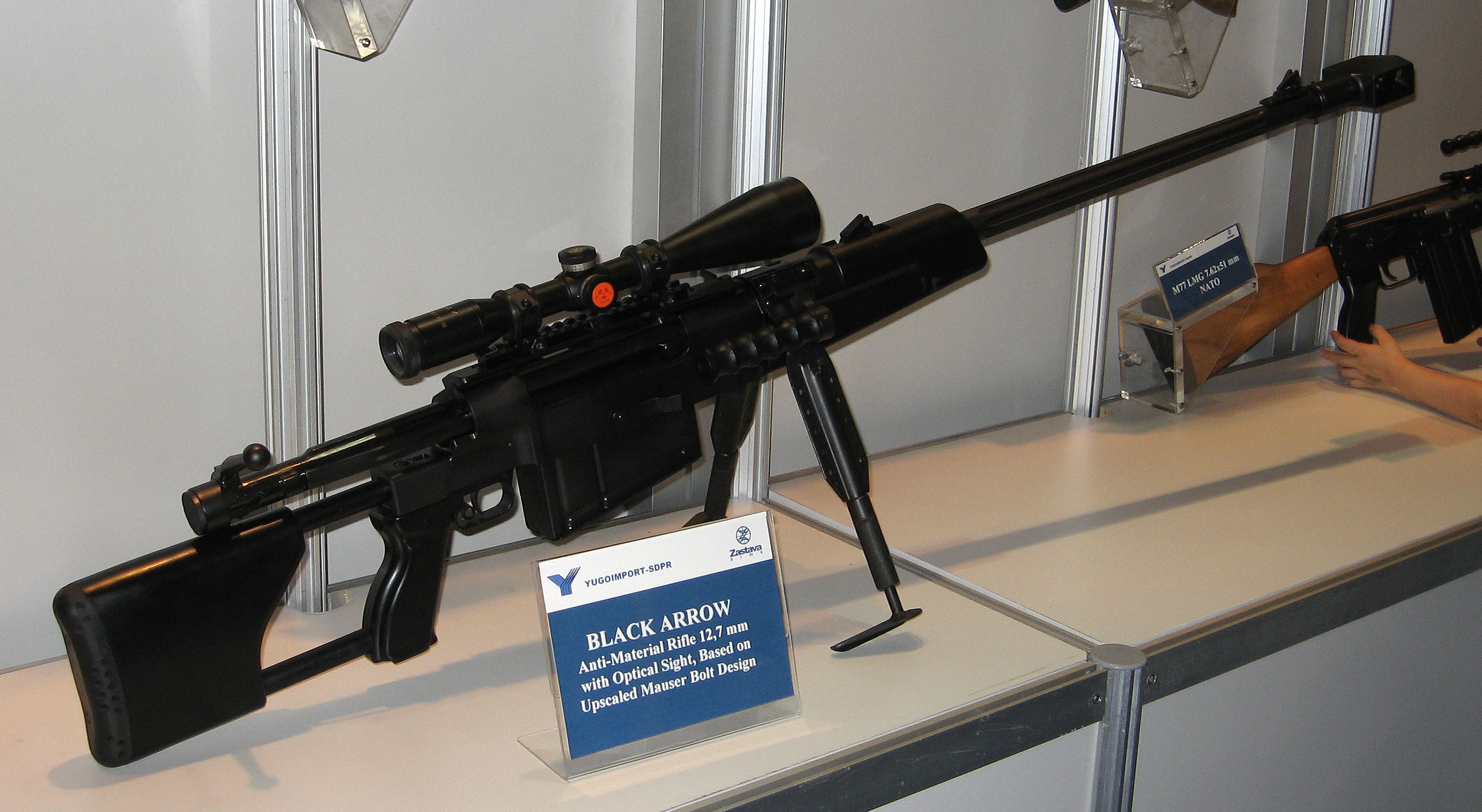
Pușcă Zastava M93

- Zastava M84 mitraliera de uz general
- Pușcă cu lunetă Zastava M91
- Zastava M93 Black Arrow
- Lansator de grenade BGA
- Mortier M74 / M75

## Vezi și
- Armata Sârbă din Krajna
- Armata Republicii Srpska